# Futtsack
Futtsack ist ein Wort aus der Bergmannssprache, welches insbesondere im Ruhrgebiet und am Niederrhein in Redewendungen gebräuchlich ist.

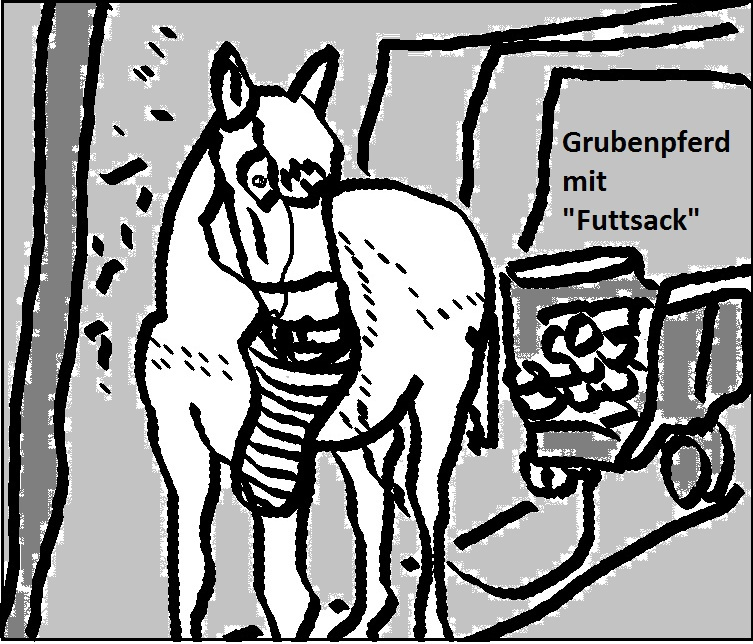
Grubenpferd mit Futtersack, stilisiert

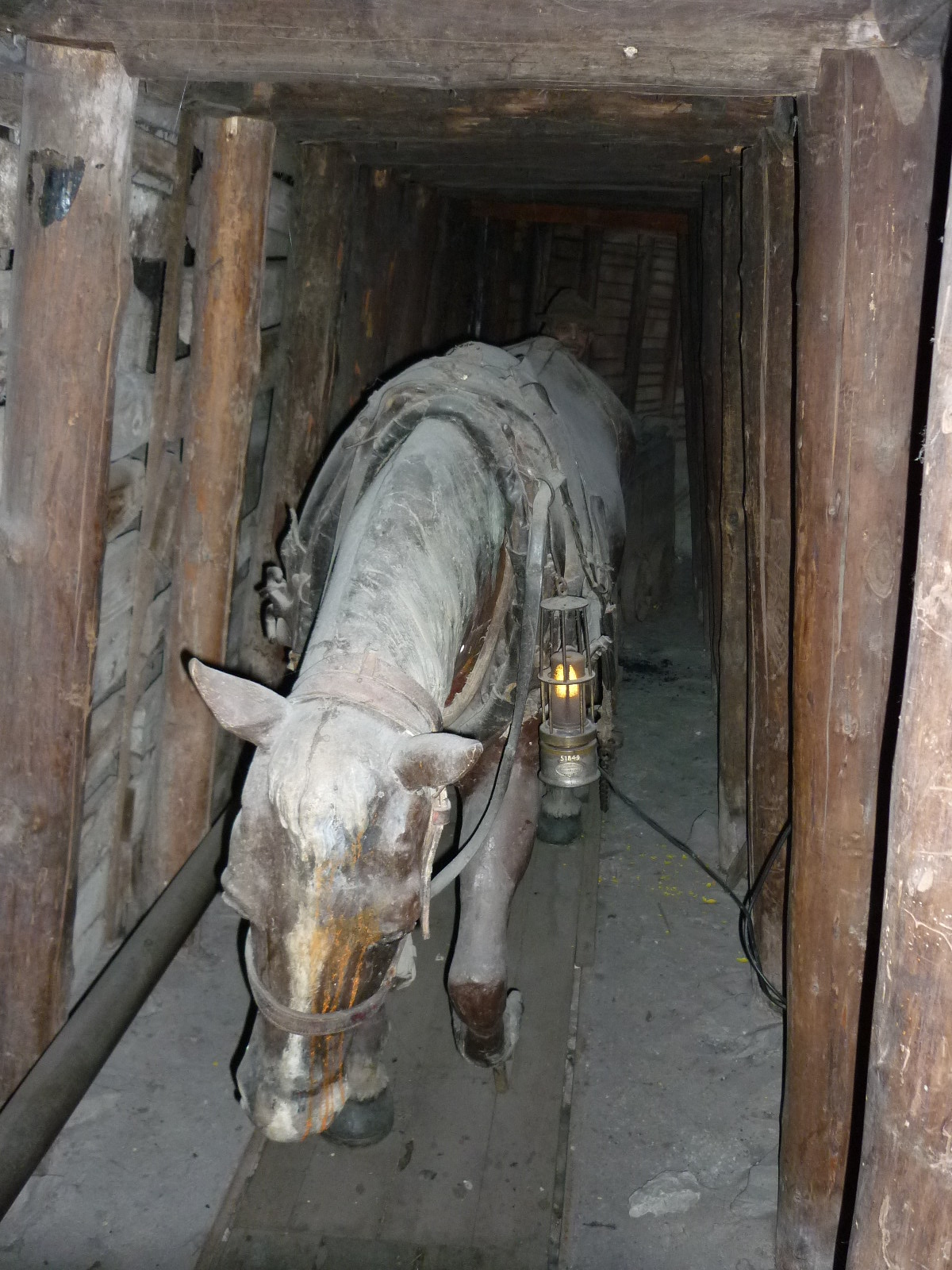
Grubenpferd (Bergbaumuseum)

## Redewendung
„Da is Futtsack dran“ oder „Da hasse aber wieder ma Futtsack“ wird umgangssprachlich benutzt, wenn etwas „schiefgelaufen“ ist, z. B. wenn der PC nicht hochfährt oder das Auto nicht anspringt.

## Grubenpferde
Abgeleitet wird die Redewendung aus der Zeit, als im Bergbau noch Grubenpferde im Einsatz waren. Wenn Unruhe oder Probleme im Schacht auftraten, bekamen die Grubenpferde zur Beruhigung den „Futtersack“, daraus wurde verkürzt „Futtsack“ – später allgemein übertragen auf  knifflige Situationen. Wobei gelegentlich unter Futtsack auch der „Arschsack“ verstanden wird, in den die Grubenpferde reinäppeln.
Obwohl die Redewendungen um „Futtsack“ vielen Leuten im Ruhrgebiet geläufig sind, ist die  Ableitung aus der Zeit der Grubenpferde meist nur noch älteren Bergleuten oder deren Familienangehörigen bekannt.